# Auchenoglanis biscutatus
Az Auchenoglanis biscutatus a sugarasúszójú halak (Actinopterygii) osztályának harcsaalakúak (Siluriformes) rendjébe, ezen belül a Claroteidae családjába tartozó faj.
Az Auchenoglanis halnem típusfaja.

## Előfordulása
Az Auchenoglanis biscutatus Afrika északi felében él, és számos helyen megtalálható. Az elterjedési területe a Nílus, a Niger és a Szenegál folyókban, valamint Gambia-medencéjében és a Csád-tóban van.

## Megjelenése
Ez a hal legfeljebb 54 centiméter hosszú és 4,4 kilogramm testtömegű.

## Életmódja
Trópusi és édesvízi hal, amely a folyók és tavak fenekén él, bár a gyorsabb folyású vizeket részesíti előnyben. A 24-26 Celsius-fokos vízhőmérsékletet és a 7-8 pH értékű vizet kedveli. A vízalatti növények közé rejtőzik, és az iszapban keresi a táplálékát, amely lehet elbomló élőlények törmeléke, puhatestűek és rovarok, főleg árvaszúnyogok (Chironomidae) és azok lárvái.

## Szaporodása
Ez a harcsafaj egész évben szaporodhat, de a legtöbb nőstény a száraz évszakban rakja le az ikráit.

## Felhasználása
E harcsának ipari mértékű halászata folyik. A városi akváriumok szívesen tartják.